# Vittra (musikalbum)
Vittra är det svenska melodisk black metal-bandet Naglfars debutalbum, utgivet i december 1995 på Wrong Again Records och i Japan på Toy's Factory i juli 1998.
Albumet spelades in i Peter Tägtgrens musikstudio The Abyss i Ludvika med denne som studiotekniker och består av omarbetade versioner av låtar från bandets två demoinspelningar Stellae Trajectio och Promo '95. År 2023 återutgavs albumet i en remastrad digipakutgåva på Century Media Records.

## Låtlista
1. "As the Twilight Gave Birth to the Night" – 6:27
2. "Enslave the Astral Fortress" – 5:06
3. "Through the Midnight Spheres" – 5:27
4. "The Eclipse of Infernal Storms" – 4:18
5. "Emerging from Her Weepings" – 6:41
6. "Failing Wings" – 4:10
7. "Vittra" – 2:53
8. "Sunless Dawn" – 4:54
9. "Exalted Above Thrones" – 6:16

Bonusspår på den japanska utgåvan
1. "12th Rising" (Demo) – 4:25

## Medverkande
Musiker
- Jens Rydén – sång, keyboard
- Andreas Nilsson – gitarr, keyboard
- Morgan Hansson – gitarr
- Kristoffer Olivius – basgitarr, bakgrundssång

Bidragande musiker
- Peter Tägtgren – bakgrundssång
- Mattias Holmgren – trummor

Produktion
- Peter Tägtgren – inspelningstekniker
- Kenneth Johansson – omslagsfoto
- Malin Svensson – omslagsmodell
- Pär Johansson – teckning
- Jens Rydén – logotyp, layout
- Kalle Lidström – bandfoto
- Mariata Nygvist – foto
- Markus Strandgren – livefoto